# María Paz Santibáñez
María Paz Santibáñez Viani (Viña del Mar, 21 de agosto de 1968) es una pianista chilena. Estudió en la Facultad de Artes de la Universidad de Chile, luego en la República Checa y luego en Francia, en la École Normale de Musique Alfred Cortot. Actualmente es una destacada concertista.
Fue agregada cultural de Chile en Francia entre 2014 y 2018.

## Biografía

### Juventud en Chile
Creció en una familia musical viñamarina, siendo la menor de siete hermanos que cantaban cada domingo. Su vocación de pianista fue estimulada por su padre y por su hermano mayor.
Estudió en Santiago, en el Instituto Secundario de la Facultad de Artes de la Universidad de Chile (ISUCH). En 1986 ingresa a la educación superior en la Facultad de Arte de la Universidad de Chile a estudiar Licencia de Interpretación superior mención Piano, habiendo integrado el Conservatorio de dicha universidad desde fines de los años 70 en su etapa básica. Tuvo como profesor al pianista Mendoza Galvarino Mendoza, a quien define como su padre musical.
El 24 de septiembre de 1987, cuando le restaban 3 años de estudios para titularse, Santibáñez participó en una marcha de los estudiantes de su universidad en el marco del Paro de Federici, contra el rector de la Universidad de Chile designado durante la Dictadura Militar encabezada por Augusto Pinochet, José Luis Federici. En esta manifestación pacífica fue baleada en la cabeza por el carabinero Orlando Tomás Sotomayor Zúñiga, frente al Teatro Municipal de Santiago, siendo inmediatamente detenida y acusada públicamente por las autoridades de la dictadura de ser la atacante. El hecho fue registrado por una cámara y archivos de Teleanálisis, lo que revirtió la situación, permitiéndole ser liberada. Enseguida su madre, Eliana Viani, interpuso una querella. El policía fue procesado en 1994 y posteriormente condenado por la justicia militar como autor del cuasidelito de lesiones. El carabinero continuó en servicio y su pena fueron 61 días de firma.23 La caída del mencionado rector designado, posterior a estos hechos, es considerada como la primera gran derrota de la Dictadura Militar encabezada por Augusto Pinochet. La Comisión Valech incorporó a María Paz Santibañez entre las víctimas de prisión política.

### Extrañamiento en Europa y carrera musical
Tras el atentado, debido a su militancia en las Juventudes Comunistas, Santibáñez se vio obligada de abandonar su país dadas las presiones de los organismos de seguridad y de represión de la dictadura de Pinochet. En Europa logró comenzar a recuperarse 2 En dicho continente continuó su formación como pianista, estudiando con el profesor Jaromír Křiž de la Academia de Música de Praga, en República Checa. En 1991 retornó a Chile, para titularse en 1998 en la Universidad de Chile. 1999 se trasladó a París, Francia, donde en 2001 obtuvo el Diplôme d’Exécution en la École Normale de Musique de Paris, bajo la dirección de Delangle Odile Delangle.
Desde 2002 estudió con el pianista Claude Helffer (1922-2004), participando en los cursos colectivos Les Classiques du XXème. El encuentro con Helffer, inmerso en la creación y en los eventos históricos contemporáneos, marcó profundamente su carrera musical y la impulsó a afinar el concepto de «memoria y futuro», hilo conductor del trabajo de la pianista. Al fallecimiento de Helffer, María Paz se hizo cargo de salvaguardar sus Cuadernos de Análisis inéditos, transcribiendo también los diarios de vida de este exmiembro de la Resistencia francesa, pedagogo, investigador y pianista. Paralelamente tomó cursos en Francia, así como en los USA y en Suiza con destacados pianistas como Yvonne Loriod-Messiaen, Muraro Roger Muraro , Brubaker Bruce Brubaker, Jean-François Antonioli y otros.
En 2003 presentó su primer disco, "Piano-piano", dedicado a Cirilo Vila, Premio Nacional de Artes 2004, por su trabajo en la formación musical una generación completa de músicos y compositores a pesar de la dictadura que cerró carreras como la de composición. El disco reúne a Vila y algunos de sus contemporáneos con 4 de sus alumnos, hoy destacados compositores.
Su segundo disco , "Estudios de interpretación" "Estudios de interpretación" de Maurice Ohana, publicado en 2010, fue aclamado por la crítica y le valió los premios « Clef Resmusica » y « 4 diapasons » .
Su tercer disco, La caja mágica » « La caja mágica », es una oda a la memoria y al futuro, y fue presentado en 2013, a los 40 años del golpe de estado chileno. Este disco fue elegido disco del verano por el sitio de amateurs del piano « Piano Bleu ».
Su cuarto disco, "Echos et résonances", dedicado a Claude Helffer, reúne obras de Claude Debussy con obras de Miguel Farías. Este disco recibió la distinción de 5 estrellas por parte de Melómano de España, "Coup de coeur" de los bibliotecarios de Francia y otras críticas. 
María Paz Santibáñez realiza permanentemente giras de concierto así como proyectos musicales y culturales. También ofrece regularmente clases de piano en región de París, en Chile y master cases en América Latina y Europa.

En un primer momento pensé quedarme un año o dos, pero después me di cuenta de que me cuesta Chile como lugar, que hay cosas extra musicales que están allá, que tienen que ver con mi vida y que no sé si aportan al trabajo que hago y a mi pasión que es la música.
María Paz Santibañez

En 2014 la presidenta de Chile Michelle Bachelet la nombró agregada cultural de Chile en Francia.
En agosto de 2017, en ocasión de un concierto en el Centro Gabriela Mistral (GAM), María Paz Santibáñez presentó su disco “Ecos y resonancias”, coincidiendo con la conmemoración de cumplirse 30 años desde el atentado frente al Teatro Municipal.

“El concierto no es para recordar esos 30 años. Pero cuando vi que se acercaba una fecha así, pensé que debía pasarla tocando. Es la mejor forma que tengo para decir que esa cultura de muerte no ha ganado.

En ocasión de la  Ceremonia de entrega de diplomas póstumos a los estudiantes Detenidos-desaparecidos o Ejecutados políticos durante la dictadura, María Paz fue invitada a inaugurar el evento e invitó especialmente a un cuarteto de cuerdas con quienes interpretó el movimiento "Finale" del Quinteto en si menor de Enrique Soro. La ceremonia que tuvo lugar en la Universidad de Chile el 11 de junio de 2018.

## Recitales y conciertos

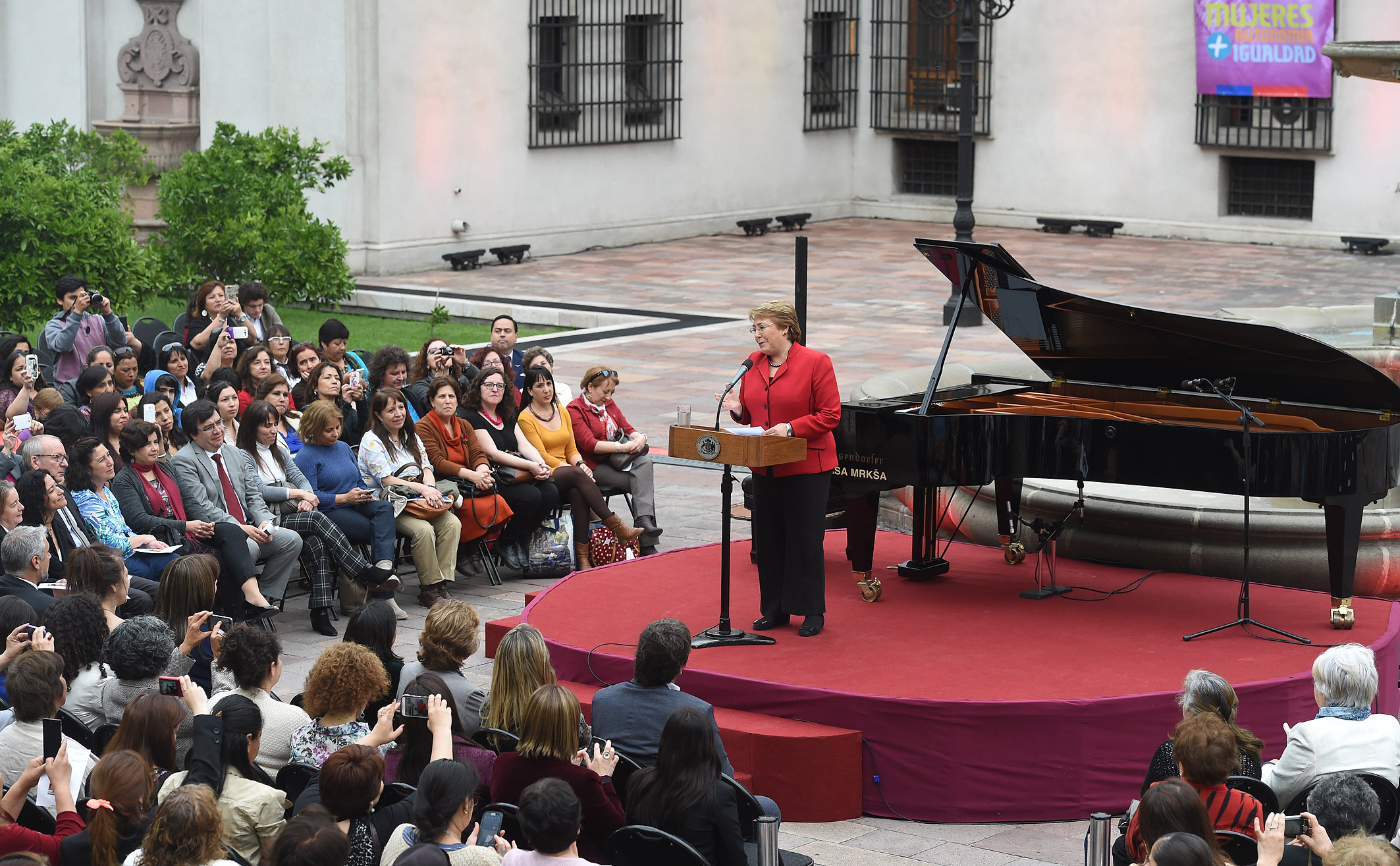
Presidenta de Chile, Michelle Bachelet asiste a concierto de pianista María Paz Santibáñez por los 25 años de la Fundación PRODEMU en la Casa de Moneda, el Palacio Presidencial de Chile

Desde 2000 ofrece recitales y conciertos en diferentes ciudades del mundo:
- Ámsterdam
- Atenas
- Berlín
- Berna
- Buenos Aires
- Montevideo
- Estocolmo
- La Habana
- Helsinki
- Guayaquil
- Lima
- Londres
- Mánchester
- México
- Moscú
- Nueva York
- Oslo
- Quito
- Tallin
- París y varias ciudades de Francia
- Chile, varias ciudades

## Discografía
- Piano-Piano (2003)
- Estudios de Interpretación de Maurice Ohana (2010)
- La caja mágica (2013)
- Echos et résonances (2016)

## Premios
En 2013 fue distinguida con el premio Víctor Jara de la Asociación de Productores y agentes culturales del Estado de Sao Paulo (APACESP).